# 巴爾加什·本·賽義德
賽義德-巴爾加什·本·賽義德·布賽義迪（阿拉伯语：‎；約1834–1888年3月26日）為尚吉巴蘇丹國的第二任蘇丹，從1870年10月7日統治尚吉巴到1888年3月26日。他於1836-38之間出生，為賽義德·本·蘇丹之子，他被認為有著敏銳而迷人的性格。
在馬吉德·本·賽義德仍然在位期間，他曾公開地反對其統治，但在試圖篡位未果後，他被流放至孟買兩年。爾後在他繼任蘇丹後，其統治取得了成功，並被認為是為尚吉巴建立了大量基礎設施（包括水管、電報、電纜、建物、道路等等），並在1870年，與英國簽訂了禁止蘇丹國的奴隸貿易並關閉姆庫納齊尼奴隸市場之協議。

## 註腳
1. ↑  Ruete, Emily, Memoirs of an Arabian Princess of Zanzibar pp. 33
2. ↑  Ingrams, W. . London: Stacey International. 2007: 164. ISBN 978-1-905299-44-7 （英语）.
3. ↑  Appiah & Gates 1999，第188頁
4. ↑  Michler 2007，第37頁